# Kolss Cycling Team/Saison 2013
Dieser Artikel listet Erfolge und Fahrer des Radsportteams Kolss in der Saison 2013 auf.

## Erfolge in der UCI Europe Tour
| Datum              | Rennen                                             | Kat. | Sieger                |
| ------------------ | -------------------------------------------------- | ---- | --------------------- |
| 6. April           | 4. Etappe Grand Prix of Sochi                      | 2.2  | Witalij Buz           |
| 3.–7. April        | Gesamtwertung Grand Prix of Sochi                  | 2.2  | Witalij Buz           |
| 19. April          | 3. Etappe Grand Prix of Adygeya                    | 2.2  | Witalij Buz           |
| 17.–21. April      | Gesamtwertung Grand Prix of Adygeya                | 2.2  | Andrij Chripta        |
| 1. Mai             | Mayor Cup                                          | 1.2  | Witalij Buz           |
| 5. Mai             | Prolog Five Rings of Moscow                        | 2.2  | Andrij Wassyljuk      |
| 6. Mai             | 1. Etappe Five Rings of Moscow                     | 2.2  | Witalij Buz           |
| 24. Mai            | Race Horizon Park 1                                | 1.2  | Denys Kostjuk         |
| 26. Mai            | Race Horizon Park 2                                | 1.2  | Mychajlo Kononenko    |
| 20. Juni           | Ukrainische Meisterschaft – Einzelzeitfahren       | CN   | Andrij Wassyljuk      |
| 20. Juni           | Ukrainische Meisterschaft – Einzelzeitfahren (U23) | CN   | Olexandr Holowasch    |
| 23. Juni           | Ukrainische Meisterschaft – Straßenrennen          | CN   | Denys Kostjuk         |
| 30. Juni           | Prolog Romanian Cycling Tour                       | 2.2  | Mannschaftszeitfahren |
| 4. Juli            | 4. Etappe Romanian Cycling Tour                    | 2.2  | Witalij Buz           |
| 30. Juni – 6. Juli | Gesamtwertung Romanian Cycling Tour                | 2.2  | Witalij Buz           |
| 8. August          | 1. Etappe Tour of Szeklerland                      | 2.2  | Witalij Buz           |
| 1. September       | 2. Etappe Bulgarien-Rundfahrt                      | 2.2  | Witalij Buz           |

## Zugänge – Abgänge
| Zugänge                           | Team 2012                | Abgänge                           | Team 2013 |
| --------------------------------- | ------------------------ | --------------------------------- | --------- |
| Witalij Buz                       | Lampre-ISD               | Wladyslaw Hryn                    | Unbekannt |
| Denys Kostjuk                     | Lampre-ISD               | Witalij Kondrut                   | Unbekannt |
| Walerij Kobsarenko                | Uzbekistan Suren Team    | Jurij Leontenko                   | Unbekannt |
| Oleksandr Kwatschuk (ab 1. Juni)  | Lampre-ISD               | Dmytro Popow                      | Unbekannt |
| Wolodymyr Sahorodnij (ab 1. Juni) | Uzbekistan Suren Team    | Serhij Schumilow                  | Unbekannt |
| Serhij Lahkuti (ab 1. Juni)       | ISD-Sport Donetsk (2007) | Artem Tesler                      | Unbekannt |
| Mychajlo Radionow (ab 1. Juni)    | Neoprofi                 | Anatolij Sossnizkij (bis 31. Mai) | Unbekannt |

## Mannschaft
| Name                  | Geburtstag         | Nationalität |
| --------------------- | ------------------ | ------------ |
| Andrij Brataschtschuk | 31. März 1992      | Ukraine      |
| Witalij Buz           | 24. Oktober 1986   | Ukraine      |
| Andrij Chripta        | 29. November 1986  | Ukraine      |
| Olexandr Holowasch    | 21. September 1991 | Ukraine      |
| Wolodymyr Homenjuk    | 3. Januar 1985     | Ukraine      |
| Olexandr Hryhorenko   | 5. Juli 1988       | Ukraine      |
| Walerij Kobsarenko    | 5. Februar 1977    | Ukraine      |
| Mychajlo Kononenko    | 30. Oktober 1987   | Ukraine      |
| Denys Kostjuk         | 13. März 1982      | Ukraine      |
| Andrij Kulyk          | 30. August 1989    | Ukraine      |
| Oleksandr Kwatschuk   | 23. Juli 1983      | Ukraine      |
| Serhij Lahkuti        | 24. April 1985     | Ukraine      |
| Olexandr Prewar       | 28. Juni 1990      | Ukraine      |
| Mychajlo Radionow     | 9. September 1984  | Ukraine      |
| Wolodymyr Sahorodnij  | 27. Juni 1981      | Ukraine      |
| Andrij Wassyljuk      | 29. August 1987    | Ukraine      |